# Бєлоус Ігор Олегович
І́гор Оле́гович Бєлоу́с (* 1993) — майор Збройних сил України, учасник російсько-української війни.

## З життєпису
У 2014 році під час двох ротацій боронив Донецький аеропорт в складі 79-ї бригади.
Начальник 1-го навчального курсу факультету ДШВ Військової академії (Одеса).

## Нагороди
За особисту мужність і героїзм, виявлені у захисті державного суверенітету та територіальної цілісності України, вірність військовій присязі під час російсько-української війни лейтенант Ігор Бєлоус нагороджений
- орденом «За мужність» III ступеня (4.12.2014)